# Les Navigateurs de Dune
Les Navigateurs de Dune (titre original : Navigators of Dune) est un roman de Brian Herbert et Kevin J. Anderson qui s'intègre dans l'univers de Dune de Frank Herbert. Publié en 2016, il s'agit du troisième tome d'une série appelée Dune, les origines.